# Chotynowo (obwód brzeski)
Chotynowo (biał. Хацінава, Chacinawa; ros. Хотиново, Chotinowo; pol. hist. Chocinowo) – wieś na Białorusi, w obwodzie brzeskim, w rejonie kamienieckim, w sielsowiecie Ratajczyce.

## Historia
W XIX i w początkach XX w. położone było w Rosji, w guberni grodzieńskiej, w powiecie brzeskim, w gminie Ratajczyce.
W dwudziestoleciu międzywojennym leżało w Polsce, w województwie poleskim, w powiecie brzeskim, w gminie Ratajczyce. W 1921 miejscowość liczyła 310 mieszkańców, zamieszkałych w 63 budynkach, w tym 309 Białorusinów i 1 Polaka. 309 mieszkańców było wyznania prawosławnego i 1 rzymskokatolickiego.
Po II wojnie światowej w granicach Związku Sowieckiego. Od 1991 w niepodległej Białorusi.